# Croeserw
Croeserw är en ort i Storbritannien.   Den ligger i kommunen Neath Port Talbot och riksdelen Wales, i den södra delen av landet, 240 km väster om huvudstaden London. Croeserw ligger 271 meter över havet och antalet invånare är 1 595.
Terrängen runt Croeserw är lite kuperad. Runt Croeserw är det tätbefolkat, med 411 invånare per kvadratkilometer. Närmaste större samhälle är Rhondda, 13,3 km öster om Croeserw. Trakten runt Croeserw består i huvudsak av gräsmarker.